# Lista över internationella domstolar
Detta är en lista över internationella domstolar.

## Permanenta domstolar
- Internationella domstolen i Haag
- Permanenta skiljedomstolen
- Internationella brottmålsdomstolen
- Internationella havsrättsdomstolen

## Regionala domstolar
- Europeiska unionens domstol och dess tribunal och personaldomstol (numera avskaffad)
- Efta-domstolen
- Europadomstolen
- Interamerikanska domstolen för mänskliga rättigheter

## Tribunaler
- Internationella krigsförbrytartribunalen för det forna Jugoslavien
- Tribunalen för Libanon
- Internationella Rwandatribunalen
- Specialdomstolen för Sierra Leone
- Internationella domstolen i Kambodja

## Ej längre existerande domstolar
- Internationella mellanfolkliga domstolen
- Internationella militärtribunalen
- Internationella militärtribunalerna (Nürnbergrättegångarna
- Internationella militärtribunalen för Fjärran östern